# Чёрный замок Ольшанский
«Чёрный за́мок Ольша́нский» (бел. Чорны замак Альшанскі) — исторический детективный роман белорусского писателя Владимира Короткевича.
Переведён на русский, украинский, болгарский, чешский, грузинский языки.

## История
В конце 1960-х годов В. Короткевич обещал своей будущей жене написать детектив, о чём свидетельствует эпиграф к роману, и выполнил своё обещание. В произведении отражён ряд реалий минского микрорайона, в котором Короткевич жил с 1967 до 1973 года, в частности, описан Сторожевский рынок. Эпизодическим персонажем романа является друг Короткевича Адам Мальдис, живший напротив рынка и выведенный под именем Алесь Гудас.

## Сюжет
История уходит корнями в глубокую старину, события XVII века. В те далёкие смутные времена князь Ольшанский крадёт казну и драгоценности повстанцев, но внезапно умирает, оставив манускрипт, в котором указано местонахождение сокровищ.
Палеограф и писатель Антон Космич, живущий в столице советской Беларуси, находит пергамент с шифрованным указанием о спрятанных в подземелье Ольшанского замка сокровищах. Однако эти сокровища ищет и последний потомок рода Ольшанских, сотрудничавший в годы войны с немцами.
Тайна манускрипта будет открыта, но какой ценой…

## Награды
- Государственная премия БССР им. Якуба Коласа (1984, посмертно)

## Адаптации
- В 1984 году вышла одноимённая экранизация романа.
- В 1984 году на Белорусском радио был подготовлен 3-серийный радиоспектакль («Літаратура і мастацтва», 27 января). Автор инсценировки и режиссёр: Валерий Анисенко, звукорежиссёр: Александр Гиль.
- В 2024 году вышел фильм «Чёрный замок», снятый по мотивам романа[1].